# Mkliki
Mkliki (Phycitinae) – podrodzina motyli z infrarzędu różnoskrzydłych i rodziny omacnicowatych. 

## Rozprzestrzenienie
Rodzina kosmopolityczna, obejmująca liczne gatunki synantropijne. W Polsce stwierdzono występowanie 79 gatunków z 43 rodzajów (zobacz: omacnicowate Polski).

## Systematyka
Systematyka podrodziny przedstawia się następująco:
- plemię: Anerastiini

- - Acritonia Amsel, 1954
  - Anacostia Shaffer, 1968
  - Anchylobela Turner, 1947
  - Anerastia Hübner, 1825
  - Ardekania Amsel, 1951
  - Ardekanopsis Amsel, 1954
  - Arivaca Shaffer, 1968
  - Asaluria Amsel, 1958
  - Atascosa Hulst, 1890
  - Baptotropa Hampson, 1918
  - Calamotropa Hampson, 1918
  - Chortonoeca Hampson, 1918
  - Coenotropa Hampson, 1918
  - Commotria Berg, 1885
  - Comorta Ragonot, 1888
  - Dembea Ragonot, 1888
  - Discofrontia Hampson in Ragonot, 1901
  - Ematheudes Zeller, 1867
  - Emmalocera Ragonot, 1888
  - Epidauria Rebel, 1901
  - Fondoukia Chrétien, 1911
  - Fossifrontia Hampson in Ragonot, 1901
  - Fregenia Hartig, 1947
  - Goya Ragonot, 1888
  - Harnochina Dyar, 1914
  - Heosphora Meyrick, 1882
  - Homosassa Hulst, 1890
  - Hosidia Hampson in Ragonot, 1901
  - Hypsotropa Zeller, 1848
  - Khachia Amsel, 1961
  - Laurentia Ragonot, 1888
  - Leotropa Hampson, 1918
  - Lioprosopa Turner, 1947
  - Maliarpha Ragonot, 1888
  - Mangala Ragonot, 1888
  - Menuthia Ragonot, 1888
  - Mesodiphlebia Zeller, 1881
  - Monoctenocera Hampson, 1899
  - Navasota Ragonot, 1887
  - Neorastia Amsel, 1954
  - Osakia Ragonot, 1901
  - Paratascosa Shaffer, 1976
  - Patna Ragonot, 1888
  - Peoria Ragonot, 1887
  - Polyocha Zeller, 1848
  - Polyochodes Chrétien, 1911
  - Postemmalocera Amsel, 1955
  - Praerhinaphe Amsel, 1954
  - Praesaluria Amsel, 1958
  - Prophtasia Ragonot, 1887
  - Raphimetopus Hampson, 1918
  - Reynosa Shaffer, 1968
  - Saborma Ragonot, 1888
  - Saluria Ragonot, 1887
  - Seleucia Ragonot, 1887
  - Shirazia Amsel, 1954
  - Siboga Hampson in Ragonot, 1901
  - Sudania Hampson in Ragonot, 1901
  - Tiarra Ragonot, 1888
  - Tinerastia Hampson in Ragonot, 1901
  - Tolima Ragonot, 1888
  - Valdovecaria Zerny, 1927
  - Villiersoides Marion, 1957
  - Zapalla Shaffer, 1976

- plemię: Cabniini Roesler, 1968
  - Cabnia Dyar, 1904
  - Ernophthora Meyrick, 1887
  - Euageta Turner, 1947

- plemię: Cryptoblabini Roesler, 1968
  - Balanomis Meyrick, 1887
  - Berastagia Roesler & Küppers, 1979
  - Cryptadia Turner, 1913
  - Cryptoblabes Zeller, 1848
  - Procunea Hampson, 1930
  - Pseudodavara Roesler & Küppers, 1979
  - Spatulipalpia Ragonot, 1893

- plemię: Phyctini

- - Abareia Whalley, 1970
  - Acrobasis Zeller, 1839
  - Addyme Walker, 1863
  - Alberada Heinrich, 1939
  - Alophia Ragonot, 1893
  - Ammatucha Turner, 1922
  - Amphithrix Ragonot, 1893
  - Ancylodes Ragonot, 1887
  - Ancylosis Zeller, 1839
  - Ancylosoma Roesler, 1973
  - Ancylostomia Ragonot, 1893
  - Anonaepestis Ragonot, 1894
  - Apomyelois Heinrich, 1956
  - Archiephestia Amsel, 1955
  - Arcola J. C. Shaffer, 1995
  - Arsissa Ragonot, 1893
  - Asalebria Amsel, 1953
  - Asarta Zeller, 1848
  - Asartodes Ragonot, 1893
  - Asclerobia Roesler, 1969
  - Assara Walker, 1863
  - Aurana Walker, 1863
  - Bahiria Balinsky, 1994
  - Barbifrontia Hampson in Ragonot, 1901
  - Bazaria Ragonot, 1887
  - Bradyrrhoa Zeller, 1848
  - Cactoblastis Ragonot, 1901
  - Cactobrosis Dyar, 1914
  - Cadra Walker, 1864
  - Calguia Walker, 1863
  - Catastia Hübner, 1825
  - Cathyalia Ragonot, 1888
  - Cavipalpia Ragonot, 1893
  - Ceutholopha Zeller, 1867
  - Christophia Ragonot, 1887
  - Copamyntis Meyrick, 1934
  - Cremnophila Ragonot, 1893
  - Creobota Turner, 1931
  - Crocydopora Meyrick, 1882
  - Cryptarthria Roesler, 1981
  - Cryptomyelois Roesler & Küppers, 1979
  - Ctenomedes Meyrick, 1935
  - Ctenomeristis Meyrick, 1929
  - Dectocera Ragonot, 1887
  - Delplanqueia Leraut, 2001
  - Denticera Amsel, 1961
  - Dioryctria Zeller, 1846
  - Dipha Yoshiyasu, 1988
  - Ecbletodes Turner, 1904
  - Echinocereta Neunzig, 1997
  - Ecnomoneura Turner, 1942
  - Ectohomoeosoma Roesler, 1965
  - Ectomyelois Heinrich, 1956
  - Elegia Ragonot, 1887
  - Encryphodes Turner, 1913
  - Ephestia Guenée, 1845
  - Ephestiopsis Ragonot, 1893
  - Epicrocis Zeller, 1848
  - Epischidia Rebel, 1901
  - Epischnia Hübner, 1825
  - Episcythrastis Meyrick, 1937
  - Eremberga Heinrich, 1939
  - Eremographa Meyrick, 1932
  - Etiella Zeller, 1839
  - Eucampyla Meyrick, 1882
  - Eucarphia Hübner, 1825
  - Eurhodope Hübner, 1825
  - Euzophera Zeller, 1867
  - Euzopherodes Hampson, 1899
  - Exguiana Neunzig & Solis, 2004
  - Faveria Walker, 1859
  - Glyptoteles Zeller, 1848
  - Gymnancyla Zeller, 1848
  - Hansreisseria Roesler, 1973
  - Heterochrosis Hampson, 1926
  - Homoeosoma J. Curtis, 1833
  - Hypargyria Ragonot, 1888
  - Hypochalcia Hübner, 1825
  - Hyporatasa Rebel, 1901
  - Hypsipyla Ragonot, 1888
  - Indomalayia Roesler & Küppers, 1979
  - Indomyrlaea Roesler & Küppers, 1979
  - Keradere Whalley, 1970
  - Khorassania Amsel, 1951
  - Klimeschiola Roesler, 1965
  - Laetilia Ragonot, 1889
  - Laodamia Ragonot, 1888
  - Lasiosticha Meyrick, 1887
  - Lophothoracia Hampson, 1901
  - Lymphia Rebel, 1901
  - Magiria Zeller, 1867
  - Medaniaria Roesler & Küppers, 1979
  - Megasis Guenée, 1845
  - Melitara Walker, 1863
  - Merulempista Roesler, 1967
  - Mesciniadia Hampson in Ragonot, 1901
  - Metallosticha Rebel, 1901
  - Metallostichodes Roesler, 1967
  - Meyrickiella Hampson in Ragonot, 1901
  - Michaeliodes Roesler, 1969
  - Moitrelia Leraut, 2001
  - Myelois Hübner, 1825
  - Myelopsis Heinrich, 1956
  - Myrlaea Ragonot, 1887
  - Nephopterix Hübner, 1825
  - Niethammeriodes Roesler, 1969
  - Nonambesa Roesler & Küppers, 1979
  - Nyctegretis Zeller, 1848
  - Olycella Walker, 1863
  - Oncocera Stephens, 1829
  - Ortholepis Ragonot, 1887
  - Oxydisia Hampson, 1901
  - Ozamia Hampson in Ragonot, 1901
  - Paramaxillaria Inoue, 1955
  - Parramatta Hampson in Ragonot, 1901
  - Patagonia Hampson in Ragonot, 1901
  - Patagoniodes Roesler, 1969
  - Pempelia Hübner, 1825
  - Pempeliella Caradja, 1916
  - Phycita J.Curtis, 1828
  - Phycitodes Hampson, 1917
  - Pima Hulst, 1888
  - Plodia Guenée, 1845
  - Polopeustis Ragonot, 1893
  - Praeepischnia Amsel, 1954
  - Protoetiella Inoue, 1959
  - Pseudacrobasis Roesler, 1975
  - Pseudoceroprepes Roesler, 1982
  - Pseudophycita Roesler, 1969
  - Psorosa Zeller, 1846
  - Pterothrixidia Amsel, 1954
  - Ptyobathra Turner, 1905
  - Ptyomaxia Hampson, 1903
  - Pyla Grote, 1882
  - Rambutaneia Roesler & Küppers, 1979
  - Ratasa Herrich-Schäffer, 1849
  - Salebriopsis Hannemann, 1965
  - Sciota Hulst, 1888
  - Seeboldia Ragonot, 1887
  - Selagia Hübner, 1825
  - Sempronia Ragonot, 1888
  - Stanempista Roesler, 1969
  - Stereobela Turner, 1905
  - Sudaniola Roesler, 1973
  - Symphonistis Turner, 1904
  - Synoria Ragonot, 1888
  - Syntypica Turner, 1905
  - Tephris Ragonot, 1891
  - Thospia Ragonot, 1888
  - Thylacoptila Meyrick, 1885
  - Trachonitis Zeller, 1848
  - Trissonca Meyrick, 1882
  - Trychnocrana Turner, 1925
  - Tucumania
  - Tylochares Meyrick, 1883
  - Unadillides Hampson, 1930
  - Unadophanes M. Shaffer, Nielsen & Horak, 1996
  - Vietteia Amsel, 1955
  - Vinicia Ragonot, 1893
  - Vitula Ragonot, 1887
  - Volobilis Walker, 1863
  - Yosemitia
  - Zonula J.C.Shaffer, 1995
  - Zophodia Hübner, 1825

- plemię: incertae sedis

- - Abachausia Balinsky, 1994
  - Acolastodes Meyrick, 1934
  - Acrobasopsis Amsel, 1958
  - Acroncosa Barnes & McDunnough, 1917
  - Actinocrates Meyrick, 1934
  - Actrix Heinrich, 1956
  - Adanarsa Heinrich, 1956
  - Adelperga Heinrich, 1956
  - Adelphia Heinrich, 1956
  - Africella Hampson, 1930
  - Afromyelois Balinsky, 1991
  - Afrosipyla Balinsky, 1994
  - Alispoides Ragonot, 1888
  - Ambesa Grote, 1880
  - Ambetilia Balinsky, 1994
  - Ambluncus Amsel, 1954
  - Amechedia Amsel, 1961
  - Amphignostis Meyrick, 1934
  - Amyelois Amsel, 1956
  - Anabasis Heinrich, 1956
  - Anadelosemia Dyar, 1919
  - Ancova Ragonot, 1893
  - Ancylodinia Joannis, 1913
  - Anderida Heinrich, 1956
  - Anegcephalesis Dyar, 1917
  - Anemmalocera Amsel, 1961
  - Anephopteryx Amsel, 1955
  - Anerosoma Roesler, 1971
  - Anjumania Amsel, 1970
  - Anthopteryx Dyar, 1914
  - Anypsipyla Dyar, 1914
  - Aphycita Amsel, 1968
  - Aprophthasia Amsel, 1968
  - Aptunga Heinrich, 1956
  - Archigalleria Rebel in Staudinger & Rebel, 1901
  - Aria Ragonot, 1887
  - Arimania Amsel, 1954
  - Asemeia Hampson, 1930
  - Atheloca Heinrich, 1956
  - Auchmera Hampson, 1930
  - Audeoudia Joannis, 1927
  - Autocyrota Meyrick, 1933
  - Auxacia Ragonot, 1888
  - Azaera Schaus, 1913
  - Azanicola Balinsky, 1991
  - Bandera Ragonot, 1887
  - Baphala Heinrich, 1956
  - Barberia Dyar, 1905
  - Belutchistania Amsel, 1951
  - Bema Dyar, 1914
  - Bertelia Barnes & McDunnough, 1913
  - Bethulia Ragonot, 1888
  - Bibundiana Strand, 1913
  - Birinus Heinrich, 1956
  - Boeswarthia Roesler, 1975
  - Borosia Gozmány, 1959
  - Brachiolodes Amsel, 1953
  - Cacozophera Dyar, 1919
  - Cahela Heinrich, 1939
  - Caina Ragonot, 1893
  - Calamotropodes Janse, 1922
  - Candiope Ragonot, 1888
  - Candiopella Balinsky, 1994
  - Caradjaria Roesler, 1975
  - Caristanius Heinrich, 1956
  - Cassiana Heinrich, 1956
  - Catopyla Bradley, 1968
  - Caudellia Dyar, 1904
  - Caustella Hampson, 1930
  - Cayennia Hampson, 1930
  - Centrometopia Ragonot, 1887
  - Ceracanthia Ragonot, 1893
  - Ceratagra Meyrick, 1932
  - Chararica Heinrich, 1956
  - Cherchera Dumont, 1932
  - Chilocremastis Meyrick, 1934
  - Chorrera Dyar, 1914
  - Chrysoscinia Hampson, 1930
  - Ciliocera Amsel, 1954
  - Ciliopempelia Amsel, 1961
  - Citripestis Ragonot, 1893
  - Cnephidia Ragonot, 1892
  - Coenochroa Ragonot, 1887
  - Coleocornutia Amsel, 1961
  - Comotia Dyar, 1914
  - Coptarthria Ragonot, 1893
  - Crocidomera Zeller, 1848
  - Crystallozyga Meyrick, 1937
  - Cuniberta Heinrich, 1956
  - Cunibertoides Balinsky, 1991
  - Cyiza Walker, 1864
  - Cyphomima Meyrick, 1933
  - Dalakia Amsel, 1961
  - Daria Ragonot, 1888
  - Dasypyga Ragonot, 1887
  - Davara Walker, 1859
  - Delogenes Meyrick, 1918
  - Dentitegumia Amsel, 1961
  - Dialepta Turner, 1913
  - Diatomocera Ragonot, 1893
  - Difundella Dyar, 1914
  - Dipsochares Meyrick, 1937
  - Diviana Ragonot, 1888
  - Divitiaca Barnes & McDunnough, 1913
  - Drescoma Dyar, 1914
  - Ecbatania Amsel, 1961
  - Eccopidia Hampson, 1899
  - Eccopisa Zeller, 1848
  - Edulica Hampson in Ragonot, 1901
  - Edulicodes Roesler, 1972
  - Elasmopalpus Blanchard, 1852
  - Eleusina Hampson in Ragonot, 1901
  - Emporia Ragonot, 1887
  - Endolasia Hampson, 1896
  - Entmemacornis Dyar, 1919
  - Ephedrophila Dumont, 1928
  - Ephestiodes Ragonot, 1887
  - Epichalcia Roesler, 1969
  - Epiepischnia Amsel, 1954
  - Ereboenis Meyrick, 1935
  - Erelieva Heinrich, 1956
  - Ethiopsella Hampson, 1930
  - Eugyroptera Bradley, 1977
  - Eulogia Heinrich, 1956
  - Eulophota Hampson, 1926
  - Eumysia Dyar, 1925
  - Eurhophaea Amsel, 1961
  - Eurythmasis Dyar, 1914
  - Eurythmia Ragonot, 1887
  - Eurythmidia Hampson in Ragonot, 1901
  - Exodesis Hampson, 1919
  - Exuperius Heinrich, 1956
  - Farnobia Heinrich, 1956
  - Farsia Amsel, 1961
  - Fissicera Schaffer, 1978
  - Flabellobasis Balinsky, 1991
  - Fulrada Heinrich, 1956
  - Fundella Zeller, 1848
  - Gabinius Heinrich, 1956
  - Gennadius Heinrich, 1956
  - Genophantis Meyrick, 1888
  - Getulia Ragonot, 1888
  - Glyphocystis Blanchard, 1973
  - Glyptocera Ragonot, 1889
  - Gnathomorpha Amsel, 1959
  - Gorama Walker, 1866
  - Gozmanyia Roesler, 1965
  - Gregorempista Roesler, 1969
  - Gunungia Roesler & Küppers, 1979
  - Gymnancylodes Amsel, 1968
  - Hafisia Amsel, 1950
  - Hannemanneia Roesler, 1967
  - Hansreisseria Roesler, 1973
  - Harraria Hampson, 1930
  - Hemiptilocera Ragonot, 1888
  - Heras Heinrich, 1956
  - Homodigma Hampson, 1930
  - Homoeographa Ragonot, 1888
  - Homoeograpta Hampson, 1930
  - Honora Grote, 1878
  - Honorinus Heinrich, 1956
  - Hydaspia Ragonot, 1888
  - Hylopercnas Meyrick, 1934
  - Hypodaria Hartig, 1939
  - Idiobrotis Meyrick, 1937
  - Illatila Dyar, 1914
  - Immyrla Dyar, 1906
  - Ingridiola Roesler, 1969
  - Insalebria Filipjev, 1924
  - Serrulacera Amsel, 1955
  - Interjectio Heinrich, 1956
  - Irakia Amsel, 1955
  - Isauria Ragonot, 1887
  - Jacutscia Hampson, 1930
  - Jacutscia Hampson, 1930
  - Jakuarte Viette, 1953
  - Khuzistania Amsel, 1959
  - Laciempista Roesler, 1975
  - Lacipea Walker, 1863
  - Lambaesia Rebel, 1903
  - Laristania Amsel, 1951
  - Lascelina Heinrich, 1956
  - Letoa Walker, 1866
  - Lipographis Ragonot, 1887
  - Macrophycis Roesler, 1982
  - Macrorrhinia Ragonot, 1887
  - Madiama Walker, 1864
  - Magiriopsis Heinrich, 1956
  - Mahela Ragonot, 1888
  - Makrania Amsel, 1959
  - Malgachinsula Roesler, 1982
  - Maricopa Hulst, 1890
  - Martia Ragonot, 1887
  - Mascelia Hampson, 1930
  - Masthala Walker, 1864
  - Mechedia Amsel, 1951
  - Mediophycis Roesler, 1982
  - Megalophota Hampson, 1918
  - Megalophycita Amsel, 1953
  - Megarthria Ragonot, 1893
  - Melanastia Hampson, 1930
  - Melathrix Ragonot, 1893
  - Meroptera Grote, 1882
  - Mescinia Hampson in Ragonot, 1901
  - Mesciniella Hampson, 1930
  - Mesciniodes Hampson in Ragonot, 1901
  - Metacrateria Hampson, 1918
  - Metephestia Hampson in Ragonot, 1901
  - Metoecis Mabille, 1880
  - Micromescinia Dyar, 1914
  - Microphestia Dyar, 1914
  - Microphycita Dyar, 1914
  - Mildrixia Dyar, 1914
  - Mimopolyocha Matsumura, 1925
  - Moerbes Dyar, 1914
  - Moitrelia Leraut, 2001
  - Monoptilota Hulst, 1900
  - Monotonia Amsel, 1955
  - Moodna Hulst, 1890
  - Moodnella Heinrich, 1956
  - Moodnodes Neunzig, 1988
  - Moodnopsis Dyar, 1914
  - Mussidia Ragonot, 1888
  - Myelodes Hampson, 1930
  - Myeloiodes Asselbergs, 2004
  - Myeloisiphana Hartig, 1937
  - Namibicola Balinsky, 1991
  - Neocoristis Meyrick, 1937
  - Neopempelia Amsel, 1954
  - Neorufalda Yamanaka, 1986
  - Nephopterygia Amsel, 1965
  - Nicetiodes Schaus, 1923
  - Nonia Hampson in Ragonot, 1901
  - Nylonala Gozmány, 1960
  - Ocala Hulst, 1892
  - Ocrisiodes Amsel, 1950
  - Odontarthria Ragonot, 1893
  - Oedilepia Hampson, 1930
  - Oedothmia Hampson, 1930
  - Ogilvia Hampson, 1930
  - Oligochroides Strand, 1909
  - Olybria Heinrich, 1956
  - Oncolabis Zeller, 1848
  - Oreana Hulst, 1888
  - Ormudzia Amsel, 1954
  - Oryctometopia Ragonot, 1888
  - Oxybia Rebel in Staudinger & Rebel, 1901
  - Paconius Heinrich, 1956
  - Palatka Hulst, 1892
  - Palloria Amsel, 1961
  - Palpusopsis Amsel, 1959
  - Paradaria Kuznetzov, 1937
  - Paraemporia Amsel, 1951
  - Pararotruda Roesler, 1965
  - Parasclerobia Roesler, 1971
  - Parasefidia Amsel, 1950
  - Parematheudes Shaffer, 1997
  - Parthia Ragonot, 1887
  - Passadena Hulst, 1900
  - Patriciola Heinrich, 1956
  - Peadus Heinrich, 1956
  - Penetiana Hampson, 1930
  - Phestinia Hampson, 1930
  - Philodema Heinrich, 1956
  - Philosauritis Meyrick, 1935
  - Phobus Heinrich, 1956
  - Phycitopsis Ragonot, 1887
  - Phylebria Roesler, 1982
  - Piesmopoda Zeller, 1848
  - Pimodes Blanchard, 1976
  - Pirizania Amsel, 1954
  - Pirizanodes Amsel, 1961
  - Plagoa Whalley, 1970
  - Platycrates Meyrick, 1932
  - Pleurochila Ragonot, 1888
  - Pogononeura Ragonot, 1888
  - Pogonotropha Zeller, 1852
  - Pogonotrophus Sauber, 1899
  - Praecomotia Amsel, 1956
  - Praedonula Heinrich, 1956
  - Pretoria Ragonot, 1893
  - Pristocerella Kieffer, 1909
  - Pristophorodes Amsel, 1953
  - Proancylosis Balinsky, 1991
  - Promylea Ragonot, 1887
  - Prorophora Ragonot, 1887
  - Prosoeuzophera Heinrich, 1956
  - Protasia Heinrich, 1956
  - Protomoerbes Heinrich, 1956
  - Pseudocabima Heinrich, 1956
  - Pseudocabotia Blanchard & Knudson, 1985
  - Pseudodivona Dyar, 1914
  - Pseudopiesmopoda Roesler, 1982
  - Psoropristia Roesler, 1970
  - Psorosana Strand, 1915
  - Psorosina Dyar, 1904
  - Psorosodes Amsel, 1954
  - Ptyonocera Hampson in Ragonot, 1901
  - Quasisalebria Heinrich, 1956
  - Rabiria Heinrich, 1956
  - Ragonotia Grote, 1888
  - Rampylla Dyar, 1919
  - Repetekiodes Amsel, 1961
  - Rhagea Heinrich, 1956
  - Rhinaphena Strand, 1920
  - Rhinogradentia Amsel, 1970
  - Rhodochrysa Hampson in Ragonot, 1901
  - Rhynchephestia Hampson, 1930
  - Rhynchopselaphus Zerny in Rebel & Zerny, 1917
  - Ribua Heinrich, 1940
  - Rioja Heinrich, 1956
  - Rostrolaetilia Blanchard & Ferguson, 1975
  - Rotrudosoma Roesler, 1964
  - Rufalda Roesler, 1972
  - Rumatha Heinrich, 1939
  - Sabormania Strand, 1913
  - Sacculocornutia Roesler, 1971
  - Salebriacus Heinrich, 1956
  - Salebriaria Heinrich, 1956
  - Salebriodes Amsel, 1950
  - Salinaria Rebel in Staudinger & Rebel, 1901
  - Samaria Ragonot, 1893
  - Sandrabatis Ragonot, 1893
  - Sarasota Hulst, 1900
  - Sarata Ragonot, 1887
  - Sardzea Amsel, 1961
  - Sclerobiodes Amsel, 1951
  - Scorylus Heinrich, 1956
  - Sefidia Amsel, 1950
  - Selagiaforma Roesler, 1982
  - Selga Heinrich, 1956
  - Sematoneura Ragonot, 1888
  - Sengania Amsel, 1951
  - Shafferiessa Landry & Neunzig, 1998
  - Shebania Balinsky, 1991
  - Singhalia Hampson, 1899
  - Sosipatra Heinrich, 1956
  - Sporophyla Meyrick, 1905
  - Stomoclista Meyrick, 1932
  - Stomophylactis Meyrick, 1933
  - Strephomescinia Dyar, 1919
  - Stylobasis Hampson in Ragonot, 1901
  - Stylopalpia Hampson, 1901
  - Styphlorachis Hampson, 1930
  - Succadana Ragonot, 1888
  - Susia Ragonot, 1888
  - Synallorema Gozmány, 1958
  - Tacoma Hulst, 1888
  - Taftania Amsel, 1951
  - Tampa Ragonot, 1887
  - Taprobania Hampson, 1930
  - Tarquitia Ragonot, 1893
  - Teleochytis Meyrick, 1933
  - Telethusia Heinrich, 1956
  - Tenellopsis Amsel, 1961
  - Thermopteryx Hampson, 1912
  - Thiallela Walker, 1863
  - Tinestra Hampson, 1908
  - Tlascala Hulst, 1890
  - Tornocometis Meyrick, 1934
  - Tota Heinrich, 1956
  - Trachypteryx Ragonot, 1893
  - Transcaspia Amsel, 1955
  - Triaenoneura Ragonot, 1893
  - Trichorachia Hampson, 1930
  - Triozosneura Blanchard, 1973
  - Trisides Walker, 1863
  - Tsaraphycis Viette, 1970
  - Tsaratanana Roesler, 1982
  - Tulsa Heinrich, 1956
  - Ufa Walker, 1863
  - Uinta Hulst, 1888
  - Ulophora Ragonot, 1890
  - Unadilla Hulst, 1890
  - Uncinomorpha Amsel, 1958
  - Uncinus Amsel, 1951
  - Urbania Hampson in Ragonot, 1901
  - Vagobanta Heinrich, 1956
  - Valva Amsel, 1961
  - Varneria Dyar, 1904
  - Veldticola Hampson, 1930
  - Verina Heinrich, 1956
  - Vezina Heinrich, 1956
  - Volatica Heinrich, 1956
  - Wakulla Shaffer, 1968
  - Welderella Blanchard, 1978
  - Wunderia Grossbeck, 1917
  - Zamagiria Dyar, 1914
  - Zophodiodes Ragonot, 1887
  - Zophodiopsis Fromholz, 1883
  - Zynodes Whalley, 1970